# Дом Талызина
Дом А. Ф. Талы́зина — памятник истории и архитектуры в Москве на Воздвиженке. Объект культурного наследия народов России федерального значения. С 1991 года в доме располагается экспозиция Музея архитектуры им. А. В. Щусева.

## История
История земельного участка известна с 1620-х годов, когда территория была разделена между Печерским монастырём и дворянином И. Писемским. В середине XVII века тут располагалась усадьба И. М. Милославского.
В 1659 году здесь находился Новый аптекарский двор. В 1670-е годы началось активное строительство, руководимое Гурием Варфоломеевым. Была создана Трапезная палата, расположенная вдоль Староваганьского переулка.
В начале XVIII века владельцем здания стал дипломат В. Л. Долгорукий. Предположительно, при нём был возведён «Дом садовника». После ареста Долгорукого владение перешло к «царю грузинскому Вахтангу». Тогда был построен каменный дом (предположительно по проекту П. М. Еропкина).
Выйдя в отставку, участок на Возвиженке выкупил у князя Георгия Багратиона тайный советник Александр Фёдорович Талызин. Предположительно по проекту М. Ф. Казакова, к 1787 году было возведено трёхэтажное здание с двумя флигелями. Её фасад запечатлён в «Архитектурных альбомах» Казакова.
В 1805 году разорившийся генерал Степан Талызин продал здание купцу М. А. Устинову. Сооружение подверглось реконструкции: появились двухэтажные переходы между главным домом и флигелями, ампирные украшения на фасаде. При Устиновых особняк стал одним из культурных салонов Москвы, который посещали знаменитые личности.
В 1845 году владельцем здания стало Министерство финансов Российской империи, передавшее его Московскому уездному казначейству и Московской казённой палате. В 1890-х годах над боковыми частями сооружения появился третий этаж. В таком виде усадьба сохранилась до наших дней.
В 1920 году в особняке располагались Секретариат ЦК РКП(б) и кабинеты И. В. Сталина и его секретарей. С 1925 по 1928 годы здесь размещался Госплан СССР во главе с Г. М. Кржижановским. В 1930-е годы в усадьбе располагалось общежитие, потом — коммунальные квартиры.
После Великой Отечественной войны здание было передано Государственному музею архитектуры имени А. В. Щусева.